# Балюк, Иван Махтейович
Ива́н Махте́йович Балю́к (род. 28 июня 1938) — украинский деятель сельского хозяйства, Герой Украины (2007).

## Биография
Родился 28 июня 1938 года.
- С 1951 года — разнорабочий колхоза «Украина» Великобагачанского района Полтавской области.
- С 1958 года — помощник бригадира тракторной бригады Радивоновской МТС, механик колхоза им. Орджоникидзе, автомеханик.
- С 1966 года — заместитель председателя колхоза «Советская Украина».
- С 1970 года — главный инженер, с 1973 — руководитель Радивоновского отделения «Сельхозтехники».
- С 1979 года — председатель колхоза «Отчизна».
- С 1982 года — председатель колхоза «Советская Украина» Великобагачанского района Полтавской области (с 1992 — КСП «Украина», потом — частная агрофирма «Украина», директор)[1].

Депутат Великобагачанского районного совета.

## Награды и звания
- Герой Украины (21 августа 2007 — за выдающийся личный вклад в укрепление потенциала агропромышленного комплекса, организацию и обеспечение достижения стабильно высоких показателей по производству сельскохозяйственной продукции, развитие социальной сферы);
- Медаль «За доблестный труд» (1970);
- Медаль «За трудовую доблесть» (1977);
- Медаль «Ветеран труда» (1984);
- Почётная грамота Кабинета Министров Украины (2004);
- Заслуженный работник сельского хозяйства Украины (1998).